# Jelena Pia-Comella
Jelena V. Pia-Comella ist eine Diplomatin und Menschenrechtsaktivistin aus Andorra.
Sie ist Managing Coordinator für die Menschenrechtsorganisation Global Action Against Mass Atrocities (GAAMAC, Globale Aktion gegen Massengräueltaten).

## Leben
Pia-Comella erhielt ihre Universitätsbildung an der Universität Freiburg (Schweiz, 1996, Bachelor, Economics) und der Fordham University (2001, Master, International Political Economy and Development).
Sie begann als Deputy Permanent Representative von Andorra bei den Vereinten Nationen 2002 und als Chargé d’affaires a.i./Chief of Mission bei den Vereinigten Staaten und Kanada von 2001 bis 2007. Ihr Nachfolger wurde Carles Font-Rossell. In ihrer Zeit als Diplomatin formte sie einige wegweisende Gesetze mit, unter anderem das Rome Statute und die Responsibility to Protect Norm.
Ab 2008 wirkte sie als Beraterin in verschiedenen Organisationen, dem Center for Women’s Global Leadership and Women’s Environment and Development Organization to coordinate the Gender Equality Architecture Reform Campaign (GEAR), woraus UNWomen entstand. Bis Juli 2018 war sie Deputy Executive Director des World Federalist Movement (Institute for Global Policy, WFM-IGP) und der Organisation Internationale de la Francophonie (Juni 2019–August 2021).
Sie ist auch Faculty Member des United Nations Institute for Training and Research (UNITAR) und wirkt als Dozentin am John Jay College of Criminal Justice.